# مناف
مناف (عربی: مناف) بتی بود در مکه که در عربستان پیش از اسلام موسوم به دوره جاهلیت پرستیده می شد. زنان به زیارت این بت می رفتند، اما در هنگام عادت ماهانه اجازه نداشتند به آن نزدیک شوند.